# Zumbi

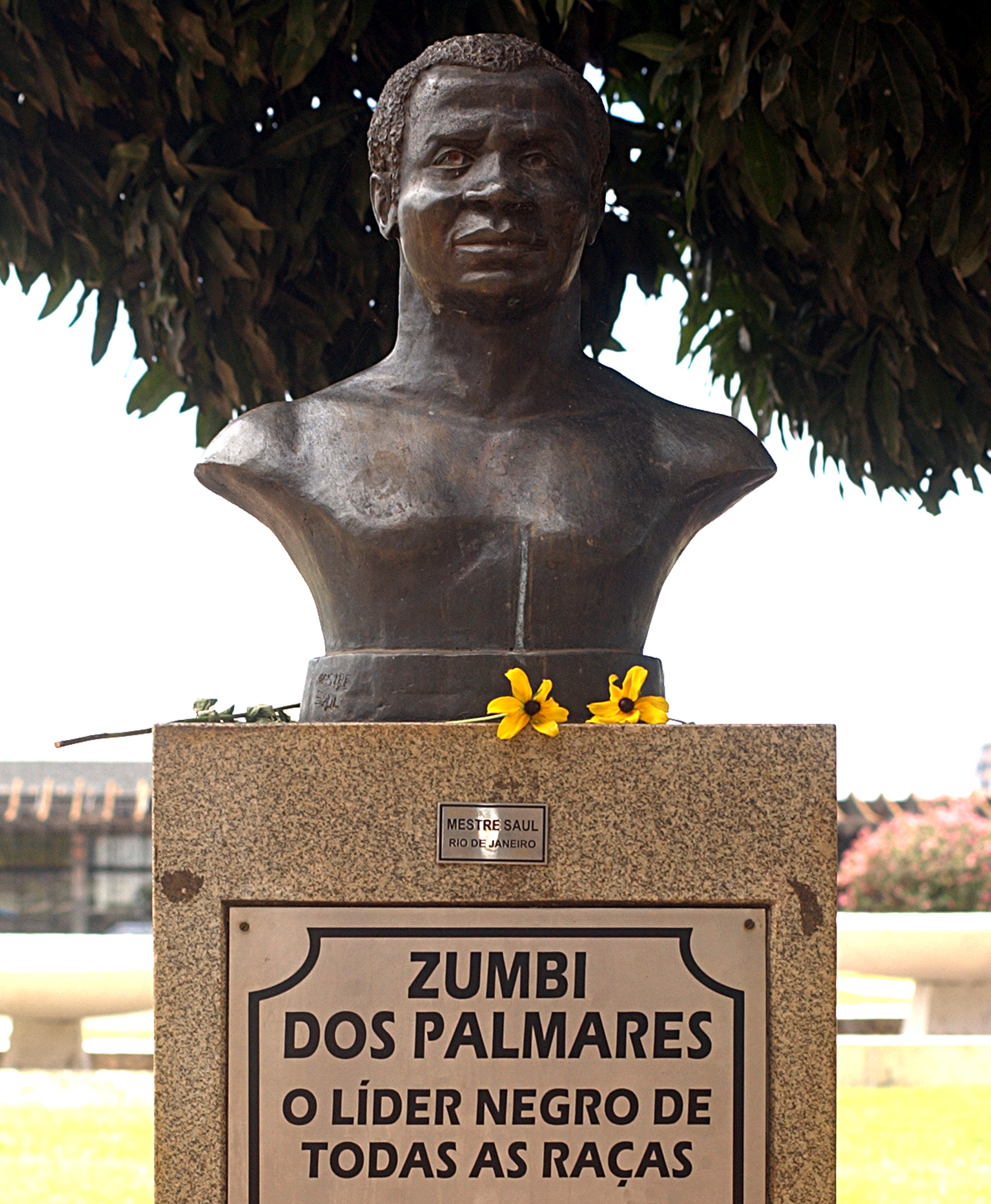
Popiersie Zumbiego dos Palmares w Brasílii.

Zumbi z Palmares (ur. ok. 1655 w Palmares w Alagoas, zm. 20 listopada 1695) – przywódca Quilombo dos Palmares – państwa zbiegłych niewolników w Brazylii.

## Życiorys
Zumbi z Palmares urodził się w Palmares około 1655 roku. Jego przodkowie pochodzili z wojowniczych plemion angolskich. Jako niemowlę został porwany przez wyprawę Brasa da Rocha Cardoso i oddany na wychowanie księdzu Antonio Melo w Porto Calvo. Otrzymał imię Francisco. Już jako chłopiec wykazywał ogromne zdolności, mając 10 lat posługiwał się biegle portugalskim i łaciną, a mając 12 lat był już ministrantem. W wieku 15 lat uciekł do Quilombo dos Palmares i zmienił imię na Zumbi. Co do znaczenia tego imienia nie ma zgodności: być może truposz, inni badacze twierdzą, że bóg wojny, lub żywy trup.
Młody Zumbi szybko zdobył sobie wysoką pozycję wśród mieszkańców Palmares. Znany był z odwagi, talentów przywódczych i umiejętności prowadzenia walk partyzanckich.
Zumbi pojawił się w dokumentach portugalskich po raz pierwszy w 1673 roku, trzy lata później w czasie walk z oddziałami ekspedycyjnymi został ranny w nogę. Od tego czasu narastał mit o jego nieśmiertelności.

## Kariera przywódcy
W 1678 roku Zumbi został faktycznym liderem Quilombo dos Palmares. Odtąd dowodził w walkach przeciw kolejnym wyprawom karnym. Ze względu na zdradę liderów, którzy przekazali wrogowi wiele informacji na temat lokalizacji, organizacji i obronności systemu osad, potrzebne było przeorganizowanie całego systemu funkcjonowania Quilombo.
Zumbi przekształcił Quilombo dos Palmares w świetnie zorganizowane państwo, w każdej chwili gotowe do konfrontacji z siłami przeciwnika.
W 1692 roku bandeirante Domingos Jorge Velho poniósł klęskę w walce z dowodzonymi przez Zumbiego oddziałami. Poprzysiągł zemstę. W dwa lata później, z pomocą księży zwołujących krucjatę przeciwko Palmares, zebrał 9-tysięczną armię i wyruszył po raz kolejny.
Po dotarciu na miejsce żołnierze Velho zastali ufortyfikowaną niczym twierdza osadę Macaco, którą zdobyli dopiero po ciężkich walkach i wykorzystaniu wielu forteli wojennych.

## Śmierć
W 1695 roku został ujęty jeden z jego najbliższych towarzyszy, który w zamian za darowanie życia ujawnił jego kryjówkę.
20 listopada 1695 roku Zumbi z Palmares został podstępnie zamordowany, jego głowa została odcięta i wywieszona na placu w Recife.